# Ed Sikov
Ed Sikov est un écrivain américain né en 1957. Il est un spécialiste de cinéma.